# Aprosuchus
Aprosuchus — рід дрібних маастрихтських атопозавридних евзухій з басейну Хатег, Румунія.

## Опис
Апрозух був невеликим евзухіаном з орієнтовною довжиною тіла 600 мм. Зубний ряд Aprosuchus зберігає принаймні чотири різні морфотипи, псевдоканіноподібні, псевдозіфодонт ланцетний, зифодонт ланцетний і «низькокорончасті» зуби. Подальшою аутапоморфією є w-подібне перекривання носових і передніх відділів, яке відрізняє Aprosuchus від Sabresuchus symplesiodon. Наявність чотирьох різних морфотипів зубів ставить під сумнів ідентифікацію атопозавридів на основі зубів поза сімейним рівнем.